# Yonetarō Murata
Yonetarō Murata (村田 米太郎, Murata Yonetarō, 1907 - c. 1943) est un photographe japonais